# Obszar ochrony ścisłej Wrota Pośny
Obszar ochrony ścisłej Wrota Pośny – dawny rezerwat przyrody, obecnie obszar ochrony ścisłej na terenie Parku Narodowego Gór Stołowych, w południowo-zachodniej Polsce w Sudetach Środkowych, w Górach Stołowych, w województwie dolnośląskim.
Obszar ochrony ścisłej położony jest w północnej części Parku Narodowego Gór Stołowych, około 3,0 km na południowy zachód od centrum miejscowości Radków, wzdłuż rzeki Pośna, na północno-wschodnich stokach Szczelińca Wielkiego.
Na obszarze o powierzchni 3,89 ha znajduje się dobrze zachowany zespół żyznej buczyny sudeckiej, w której dominują buki z pojedynczymi okazami starych jodeł i wiązów. Wśród butwiejących martwych pni swoje stanowisko posiada tutaj rzadki i objęty ścisłą ochroną gatunek grzyba - soplówka jodłowa.

## Turystyka
Przez rezerwat prowadzi szlak turystyczny:
- żółty, prowadzący z Radkowa na Szczeliniec Wielki.